# Weiselzelle

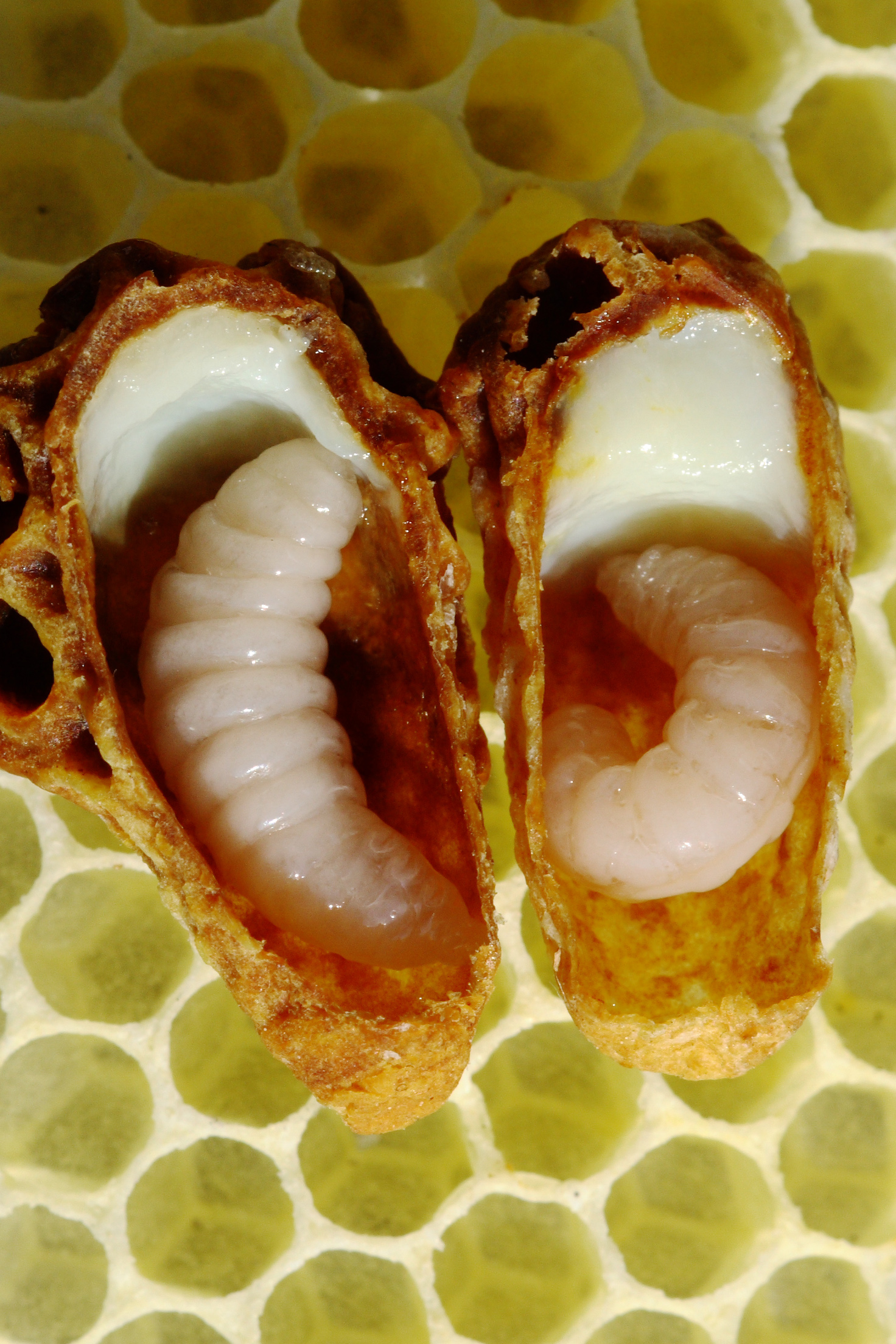
Schnitt durch zwei Weiselzellen mit älteren Larven

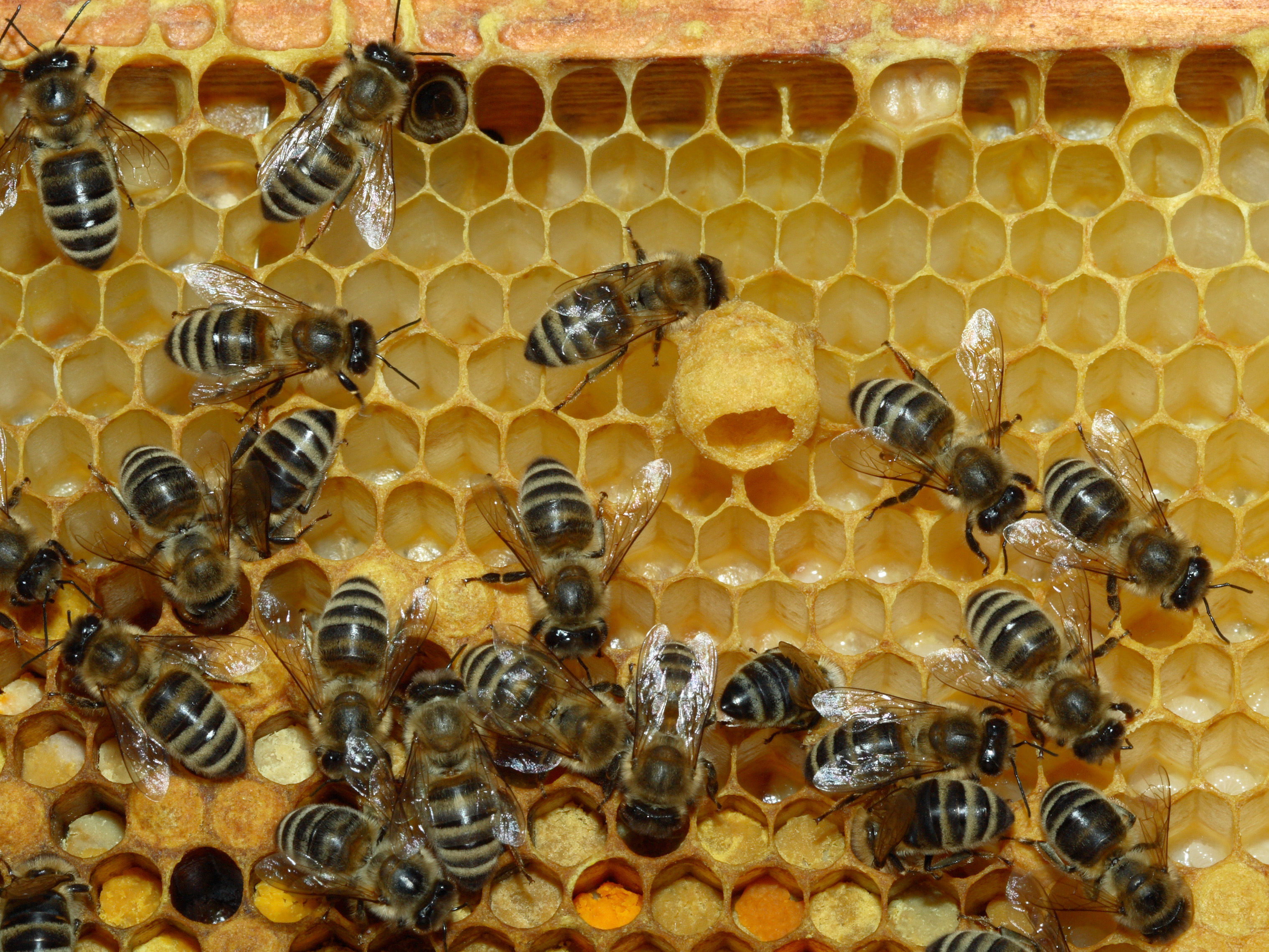
Leere Weiselzelle

Weiselzellen sind die von den Honigbienen auf Bienenwaben gebauten besonderen Zellen, die den Zweck haben, darin eine Bienenkönigin aufzuziehen.

## Beschreibung
Weil die Königin die größte Biene im Stock ist, sind die Weiselzellen deutlich größer als die übrigen Zellen (2 cm) und weisen vertikal nach unten. Das von der Königin in die Weiselzelle gelegte befruchtete Ei wird als Larve von den Ammenbienen ausschließlich mit in eigenen Futterdrüsen produziertem Futtersaft (Gelée royale) gefüttert und entwickelt sich so zu einer Königin. Ältere Larven der übrigen Bienenbrut erhalten dagegen als Nahrung eine Mischung aus Nektar und Pollen. Weil lediglich die unterschiedliche Fütterung bewirkt, dass sich statt einer Arbeiterin eine Königin entwickelt, wird dem Gelée royale eine besondere, heilsame und verjüngende Wirkung zugeschrieben.
Die Produktion von Weiselzellen wird mittels Pheromonen durch die Königin unterdrückt. Ist das Verhältnis von Pheromonabgabe der Königin zur Anzahl der Arbeiterinnen klein (z. B. weil die Königin alt oder die Anzahl der Arbeiterinnen groß ist), beginnen die Arbeiterinnen, Weiselzellen anzulegen. In der Imkerei wird dies auch als Schwarmtrieb bezeichnet. Eine fehlende Königin löst entsprechend auch die Anlage von Weiselzellen aus.
Bei bestimmten Zuchtmethoden werden die Weiselzellen (Näpfchen) entweder vom Imker selber aus Bienenwachs hergestellt oder fertig aus Plastik gekauft. Dann werden junge Bienenlarven, die ein bis zwei Tage alt sind, aus vermehrungswürdigen Völkern mit einem Umlarvlöffel in diese Zellen umgebettet. Dieser Vorgang wird Umlarven genannt. Das Füttern wird dann von den Arbeiterinnen übernommen.